# Lando al IV-lea de Capua
Lando aL IV (Landone) a fost ultimul conducător longobard din Italia, fiind principe de Capua între 1092 și 1098.
Lando a fost principe de Capua după ce s-a aflat la conducerea unei revolte locale a cetățenilor din Capua împotriva principelui normand Richard al II-lea, minor la acea vreme, în 1091. În vreme ce Richard a fugit la Aversa, Lando a condus principatul, acum redus teritorial, fără prea mari probleme până în 1098, când Richard, ajuns la vârsta maturității, a început recrutarea de aliați pentru a recupera capitala și principatul. Cu ajutorul lui Roger Borsa, ducele de Apulia și al contelui Roger I al Siciliei, Richard a asediat Capua cu succes, recucerind-o, prestând omagiu lui Roger Borsa. Soarta lui Lando nu este cunoscută. Odată cu alungarea lui, nu va mai exista niciun conducător longobard în sudul Italiei, iar anterior lui Lando nu mai existase vreunul de pe vremea lui Gisulf al II-lea de Salerno, a cărui domnie se încheiase în 1078.